# منتخب بوتان تحت 23 سنة لكرة القدم
منتخب بوتان تحت 23 سنة لكرة القدم هو ممثل بوتان الرسمي في المنافسات الدولية في كرة القدم في فئة كرة قدم تحت 23 سنة للرجال، يديريه اتحاد بوتان لكرة القدم.

## سجل التنافس

### الألعاب الآسيوية
| سجل الألعاب الآسيوية   | سجل الألعاب الآسيوية        | سجل الألعاب الآسيوية        | سجل الألعاب الآسيوية        | سجل الألعاب الآسيوية        | سجل الألعاب الآسيوية        | سجل الألعاب الآسيوية        | سجل الألعاب الآسيوية        | سجل الألعاب الآسيوية        |
| السنة                  | النتيجة                     | المركز                      | لعب                         | فاز                         | T                           | خسر                         | له                          | عليه                        |
| ---------------------- | --------------------------- | --------------------------- | --------------------------- | --------------------------- | --------------------------- | --------------------------- | --------------------------- | --------------------------- |
| Senior National Team   |                             |                             |                             |                             |                             |                             |                             |                             |
| 1951 ‏ – 1998 ‏          | طالع منتخب بوتان لكرة القدم | طالع منتخب بوتان لكرة القدم | طالع منتخب بوتان لكرة القدم | طالع منتخب بوتان لكرة القدم | طالع منتخب بوتان لكرة القدم | طالع منتخب بوتان لكرة القدم | طالع منتخب بوتان لكرة القدم | طالع منتخب بوتان لكرة القدم |
| Under-23 National Team |                             |                             |                             |                             |                             |                             |                             |                             |
| 2002                   | العاشر                      | 3                           | 2                           | 0                           | 1                           | 6                           | 3                           |                             |
| 2006 ‏                  | الرابع عشر                  | 3                           | 1                           | 1                           | 1                           | 3                           | 4                           |                             |
| 2010                   | الجولة 16                   | الرابع عشر                  | 4                           | 1                           | 0                           | 3                           | 5                           | 10                          |
| 2014                   | المركز 26                   | 2                           | 0                           | 0                           | 2                           | 0                           | 7                           |                             |
| 2018                   | لم يشارك                    | لم يشارك                    | لم يشارك                    | لم يشارك                    | لم يشارك                    | لم يشارك                    | لم يشارك                    | لم يشارك                    |
| الاجمالي               | 4/5                         | 0مرة                        | 12                          | 4                           | 1                           | 7                           | 14                          | 24                          |

### ألعاب جنوب آسيا
| سجل ألعاب جنوب آسيا ‏   | سجل ألعاب جنوب آسيا ‏        | سجل ألعاب جنوب آسيا ‏        | سجل ألعاب جنوب آسيا ‏        | سجل ألعاب جنوب آسيا ‏        | سجل ألعاب جنوب آسيا ‏        | سجل ألعاب جنوب آسيا ‏        | سجل ألعاب جنوب آسيا ‏        | سجل ألعاب جنوب آسيا ‏        |
| السنة                  | النتيجة                     | المركز                      | لعب                         | فاز                         | T                           | خسر                         | له                          | عليه                        |
| ---------------------- | --------------------------- | --------------------------- | --------------------------- | --------------------------- | --------------------------- | --------------------------- | --------------------------- | --------------------------- |
| Senior National Team   |                             |                             |                             |                             |                             |                             |                             |                             |
| 1984 – 1999            | طالع منتخب بوتان لكرة القدم | طالع منتخب بوتان لكرة القدم | طالع منتخب بوتان لكرة القدم | طالع منتخب بوتان لكرة القدم | طالع منتخب بوتان لكرة القدم | طالع منتخب بوتان لكرة القدم | طالع منتخب بوتان لكرة القدم | طالع منتخب بوتان لكرة القدم |
| Under-23 National Team |                             |                             |                             |                             |                             |                             |                             |                             |
| 2004                   | لا ميداليات                 | الثاني                      | 5                           | 3                           | 1                           | 1                           | 7                           | 2                           |
| 2006                   | لا ميداليات                 | الرابع                      | 5                           | 1                           | 3                           | 1                           | 4                           | 5                           |
| 2010                   | لا ميداليات                 | الرابع                      | 5                           | 1                           | 2                           | 2                           | 5                           | 3                           |
| 2016                   | لا ميداليات                 | الثاني                      | 4                           | 2                           | 0                           | 2                           | 7                           | 5                           |
| الاجمالي               | 4/4                         | 0مرة                        | 19                          | 7                           | 6                           | 6                           | 23                          | 15                          |